# 蔡惠誠
蔡惠誠（英語：Choi Wai-shing, Patrick），民建聯成員，香港註册社会工作者，現任沙田區議會沙田北選區議員。

## 從政生涯
蔡惠誠為民建聯成員，2019年在沙田區的錦英選區首次出選，結果大敗。到2023年，政府在大幅修改區議會選舉門檻下，參選者只剩下親中共的建制派。而蔡則透過現任香港立法會議員（選舉委員會）葛珮帆的提名推選下參選2023年香港區議會選舉，並在缺乏競爭下當選沙田北區議員。

## 外部連結
- 蔡惠誠Facebook專頁 （页面存档备份，存于）
- 沙田, 蔡惠誠 （页面存档备份，存于）

| 議會席位 | 議會席位                                  | 議會席位 |
| -------- | ----------------------------------------- | -------- |
| 首任     | 沙田區議會 沙田北選區區議員 2024年1月1日— | 現任     |